# Dipterocarpus tempehes
Espèce
Classification phylogénétique
Statut de conservation UICN

 EN  : En danger
Dipterocarpus  tempehes est un grand arbre sempervirent de Bornéo, appartenant à la famille des Diptérocarpacées.

## Répartition
Autrefois localement abondant dans les forêts inondées ou de bord de rivière en basse altitude au Kalimantan.

## Préservation
En danger critique d'extinction du fait de la déforestation et de l'exploitation forestière du bois de keruing.